# 8102 Yoshikazu
8102 Yoshikazu è un asteroide della fascia principale. Scoperto nel 1994, presenta un'orbita caratterizzata da un semiasse maggiore pari a 2,8352078 UA e da un'eccentricità di 0,0321990, inclinata di 3,26181° rispetto all'eclittica.